# Abraham ibn Daud
Abraham Ibn Daud (ur. około 1110, zm. 1180) – żydowski filozof, teolog, lekarz, astronom i historyk żyjący, działający na terenie muzułmańskiej Andaluzji.
Zajmował się zastosowaniem arystotelizmu (w wydaniu Awicenny) do myśli żydowskiej, dostarczył systemowego i względnie dojrzałego ujęcia judaizmu w interpretacji uzgodnionej z doktryną Arystotelesa. Jego zainteresowania obejmowały zagadnienie wolnej woli, relacji między Bogiem a światem, relacji między sobie współczesnym judaizmem rabinicznym a filozofią etyki. Bezpośredni poprzednik Mojżesza Majmonidesa pod względem znaczenia i tematyki w dziejach myśli hebrajskiej.
Niektórzy autorzy uznają, że był również tłumaczem dzieł arabskich na łacinę znanym pod imieniem Awendautha (Avendauth)
Jest autorem następujących dzieł:
- al-'Aquida al-Rafi'a (jęz. arabski); około 1160, najpewniej w 1161 – Księga o Wzniosłej Wierze, w przekładzie hebrajskim z 1391 – Ha Emunah Ha Nissah lub w innym przekładzie hebrajskim – Salomona Ben Labiego – Sefer ha Emunah ha Ramah. Jest to opus magnum tego autora, próba zastosowania myśli Arystotelesa do zagadnień wziętych z żydowskiej tradycji religijnej.
- Sefer ha Qabbalah (jęz. hebrajski); 1161 – Księga Tradycji. Traktat filozoficzno historyczny pisany z pozycji apologety judaizmu.
- Zikron Dibre Romi (jęz. hebrajski) – Wspomnienie o dziejach Rzymu – dzieło historyczne, opublikowane jako dodatek do Księgi Tradycji
- Dibre malke jisrael bajit seni (jęz. hebrajski) – Dzieje Królów Izraela podczas drugiej Świątyni – również o treści historycznej, opublikowane jako drugi dodatek do Księgi Tradycji